# بادام عاجی

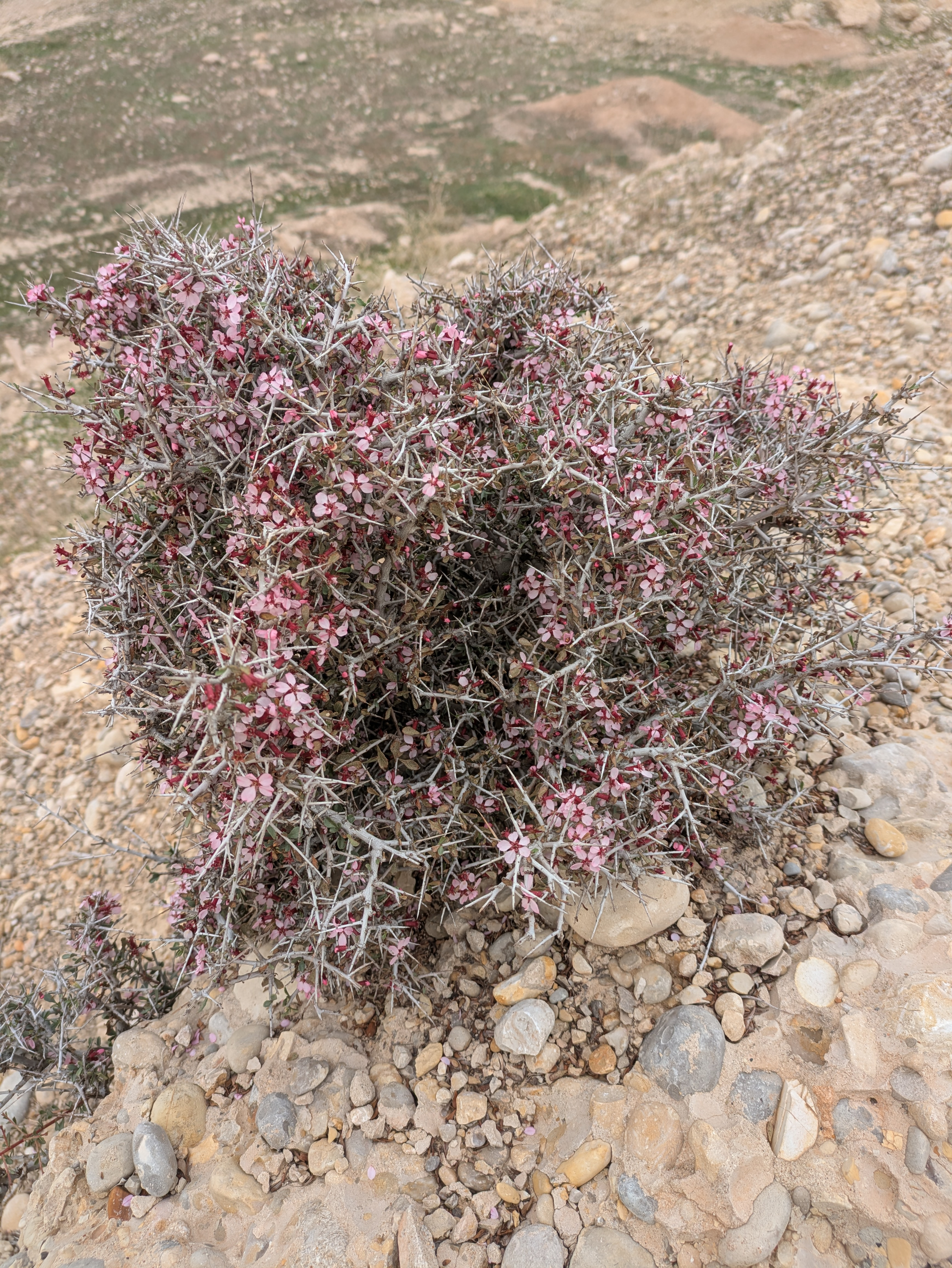
بادام خاکستری در بهبهان

بادام عاجی، بادام خاکستری (نام علمی: Prunus eburnea) نام یک گونه از سرده پرونوس است.

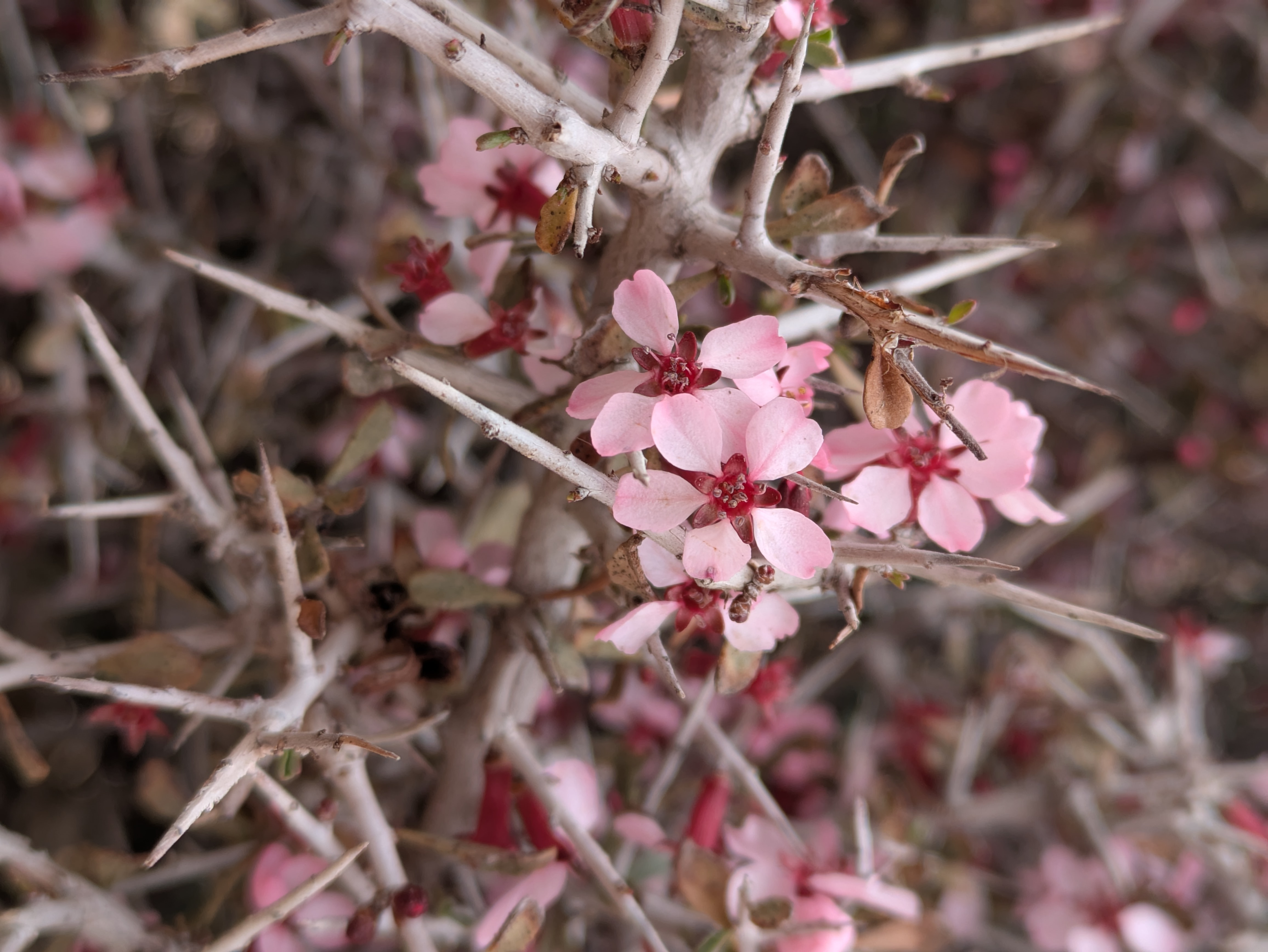
بادام خاکستری در بهبهان